# Каджев, Михаил Васильевич
Михаил Васильевич Ка́джев (1903—1956) — советский хозяйственный деятель, Председатель Президиума Петрозаводского городского Совета рабочих, крестьянских и красноармейских депутатов (1938—1939), директор Кондопожского целлюлозно-бумажного комбината (1949—1952).

## Биография
Русский. После окончания семилетней школы учился по специальности машинист паровых машин.
В 1915—1917 гг. работал на судах частных пароходных обществ, с 1918 по 1921 г. на судах Северо-Западного речного пароходства.
С 1921 по 1924 гг. — занимался личным крестьянским хозяйством.
С 1924 г. — работал на пароходе и ремонтным рабочим на станции Кемь Мурманской железной дороги.
С 1925 гг. служил в Рабоче-Крестьянском красном флоте, на эсминце «Ленин», по окончании которой в 1928 г. вернулся на прежнюю работу на ст. Кемь.
В мае 1930 г. избран депутатом Кемского городского совета, входил в состав его президиума.
С 1931 г. — ответственный секретарь Кемского горсовета.
С июля 1931 по январь 1932 гг. — председатель исполнительного комитета Кемского городского совета.
С января 1932 г. — председатель исполкома Кемского районного совета, член Бюро Кемского горкома.
В 1932—1935 гг. — секретарь кемского горкома ВКП(б).
С 1935 г. — второй секретарь Медвежьегорского райкома ВКП(б), с 1936 г. — первый секретарь Медвежьегорского горкома ВКП(б).
С января 1938 г. — и. о. первого секретаря Пудожского райкома ВКП(б).
В 1938—1939 годах — Председатель Президиума Петрозаводского городского Совета рабочих, крестьянских и красноармейских депутатов.
В предвоенные годы — первый секретарь Сортавальского районного комитета ВКП(б)., с 1940 г. — член ЦК КП(б) Карело-Финской ССР.
Участник Великой Отечественной войны, комиссар штаба дивизии. Воевал на Ленинградском фронте, был награждён орденами Отечественной войны I и II степеней и медалями.
После окончания войны работал в лесной промышленности Карело-Финской ССР, директор целлюлозно-бумажного завода в посёлке Харлу (1946—1949).
В 1949—1952 годах — директор Кондопожского целлюлозно-бумажного комбината.
Избирался депутатом Верховного Совета Карельской Автономной ССР I созыва и Верховного Совета Карело-Финской ССР I созыва.